# Гудмундссон, Габриэль
Габриэ́ль Йо́хан Гу́дмундссон (швед. Gabriel Johan Gudmundsson; род. 29 апреля 1999, Мальмё) — шведский футболист, левый защитник  и полузащитник клуба «Лидс Юнайтед» и сборной Швеции.

## Клубная карьера
Гудмундссон — воспитанник клуба «Хальмстад». 7 мая 2016 года в матче против «Дегерфорса» он дебютировал в Суперэттан. По итогам сезона Габриэль помог клубу выйти в элиту. 9 апреля 2017 года в матче против «Йёнчёпингс Сёдра» он дебютировал в Аллсвенскан лиге. 20 августа в поединке против Юргордена Габриэль забил свой первый гол за Хальмстад. По итогам сезона клуб вновь вылетел, но игрок остался в команде.
В 2019 году он перешёл в нидерландский «Гронинген». 3 августа в матче против «Эммена» он дебютировал в Эредивизи. 4 октября в поединке против «Валвейка» Габриэль забил свой первый гол за «Гронинген».
31 августа 2021 года перешёл во французский «Лилль», подписав с клубом пятилетний контракт.
8 июля 2025 года, после четырёх сезонов в «Лилле», Габриэль заключил четырёхлетний контракт с клубом английской Премьер-лиги «Лидс Юнайтед». По различным данным, финансовая сторона сделки  составила 12 миллионов евро . Дебютировал в составе «белых» 18 августа, в домашнем матче первого тура АПЛ против «Эвертона» (1:0), в котором отыграл все 90 минут.

## В сборной
В период с 2014 по 2019 год Гудмундссон выступал за юношеские (до 17 лет и до 19 лет) и молодёжную сборные Швеции. 9 июня 2022 года он дебютировал за взрослую сборную в матче Лиги наций УЕФА против сборной Сербии, заменив Виктора Классона на 76-й минуте встречи (0:1).

## Личная жизнь
Габриэль — сын футболиста Никласа Гудмундссона.